# Deine Lakaien
Deine Lakaien [ˈdaɪ̯nə laˈkaɪ̯ən] est un groupe allemand de dark wave. Il est formé en 1985 et continuellement actif depuis lors.

## Histoire

### Formation et débuts (1985–1989)

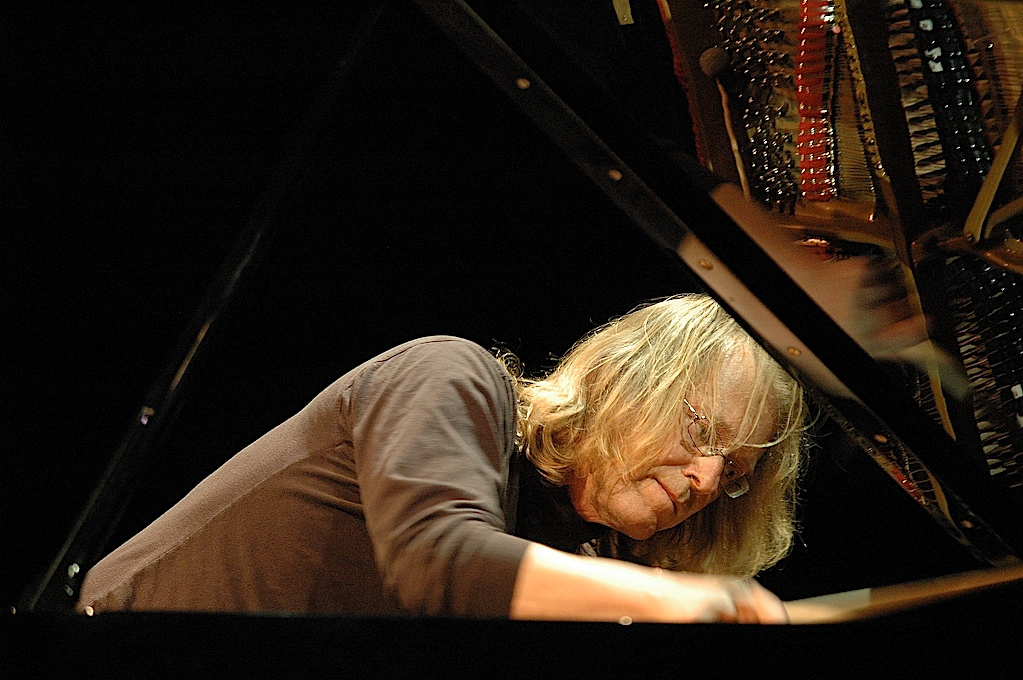
Ernst Horn le 29 avril 2006, à Berlin, au Neue Nationalgalerie/Salon Noir.

Deine Lakaien signifie littéralement « tes laquais » en allemand. Le nom du groupe provient des paroles de la chanson Die Genaue Zeit d'Einstürzende Neubauten (sortie en 1983 sur l'album Zeichnungen des Patienten O. T.). Alexander Veljanov explique « J'aimais la phrase auch Lakaien sind taktgefühl, extraite du titre Genaue Zeit de Neubauten. Et taktgefühl peut se traduire de différente manière, selon que l'on parle musique ou bien civilités. J'aimais ce double sens ainsi que le fait que le mot Lakaien soit un mot si désuet que peu de gens savent aujourd'hui ce qu'il signifie. Ce terme très XVIIIe siècle est si suranné que même les journalistes allemands ont souvent du mal à l'orthographier. C'est un nom très anti-pop star et très ironique et cela me plaît bien. »

Réputé sur la scène allemande principalement, Deine Lakaien ont malgré leur nom des textes majoritairement anglophones (ce qui n'est pas toujours le cas dans leurs projet solos). Une chanson en français, Vivre, écrite par Veljanov, est sortie sur l'album April skies en 2005. Le groupe s'est formé en 1985 après qu'Ernst Horn a mis une annonce dans un magazine « recherche chanteur qui aime l'expérimentation ». À propos de sa rencontre avec Ernst Horn d'environ 10 ans son aîné, Alexander Veljanov déclare : 
« Da standen sich zwei Männer gegenüber, die ziemlich verschieden waren und der Altersunterschied war nicht zu übersehen. Als wir dann anfingen, uns über Musik zu unterhalten, war das Eis schnell gebrochen, obwohl unser Musikgeschmack unterschiedlicher nicht hätte sein können. »
— Alexander Veljanov

« Deux hommes, qui ne se ressemblaient pas vraiment et dont la différence d'âge n'était pas négligeable, se tenaient là l'un en face de l'autre. En commençant à discuter musique, on a vite brisé la glace, même si nos goûts musicaux n'auraient pas pu être plus différents. »

### Seconde décennie (1996–2005)
Pour célébrer leur dixième anniversaire, le groupe publie une VHS First Decade en 1996. L'album Winter Fish Testosterone est publié la même année. Entre mars, avril, novembre et octobre, la tournée Winter Fish Testosterone prend place avec Qntal en soutien. Sigrid Hausen de Qntal quitte la scène durant Un vers de dreyt nien et est remplacé par Alexander Veljanov. ClassX est démantelé en automne 1996 et remplacé par Chrom Records. Deine Lakaien se met ensuite en pause.
L'album Kasmodiah est enregistré en 1998. Christian Komorowski et Michael Popp se présentent au studio pour la première fois, puis prennent part aux clips pour Return et Into My Arms. L'album est publié en 1999 accompagné des singles Return et Into My Arms, et Deine Lakaien tourne avec Summit. Pour la sortie de Kasmodiah, Deine Lakaien travaille avec Chrom Records mais aussi pour la première fois avec la major Columbia Records. En 2000, Christian Komorowski et Michael Popp quittent le groupee. Ernst Horn quitte Qntal et forme Helium Vola.
Après avoir écouté un bootleg, Ernst Horn et Deine Lakaien décident de publier un album, le premier en 16 ans sous le titre 1987. L'album April Skies est publié en 2005 et le groupe commence à tourner en avril 2005. Le groupe Vanilla Ninja utilisera sans consentement des images issu du clip de Deine Lakaien, Mindmachine, pour leur single Cool Vibes en 2005.

### Actualités (depuis 2005)

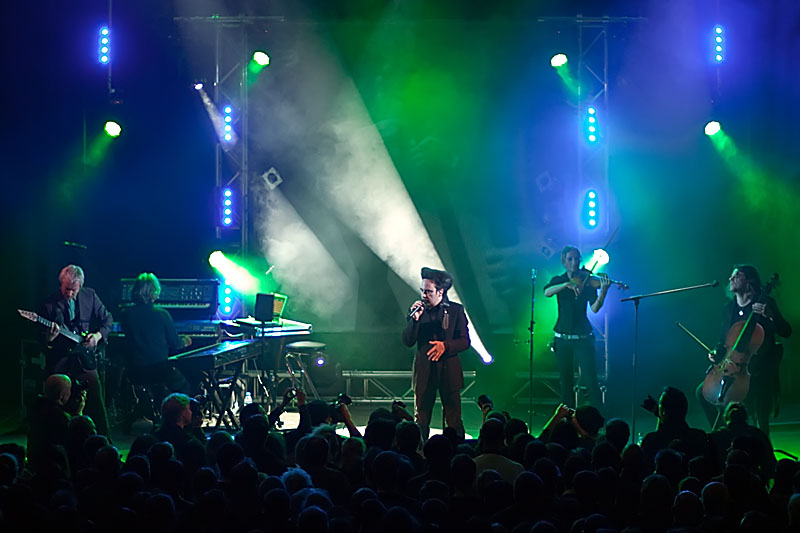
Tournée Indicator-Tour au Werk II de Leipzig, en 2010.

La plupart des titres sont sortis sur le label Chrom Records, même si certains derniers albums l'ont été chez Sony et EMI. Les ventes du groupe sont supérieures à cinq cent mille exemplaires par album. Une de leurs chansons culte qu'ils jouent à chaque concert et ont retravaillé en différentes versions est Love Me to the End.
Pour leur vingtième anniversaire, le groupe effectue une tournée baptisée 20 Years of Electronic Avantgarde, qui démarre en février 2007. Deine Lakaien joue avec le Neue Philharmonie Frankfurt à divers lieux tels que Gasteig (Munich Philharmony) et le Alte Oper de Francfort. Le concert du 18 février à la König Pilsener Arena d'Oberhausen est enregistré et publié le 8 juin en différents versions avec trois DVD et deux CD. Ils jouent avec Lola Angst. En 2008, Ernst Horn et Alexander Veljanov se mettent en pause et se consacrent à leurs activités en solo ne donnant qu'un concert au festival Amphi de Cologne le 19 juillet, et un concert acoustique à Pékin. Deux autres concerts suivent en Chine en été 2009.
Deine Lakaien tourne de nouveau en Allemagne en novembre 2009, et en janvier 2010, puis en mai 2012. Le single Gone est publié le 3 septembre 2010 et comprend les morceaux bonus Kraken et A Fish called Prince (version acoustique). Deux semaines plus tard sort l'album Indicator en édition normale et limitée. Robert Wilcocks quitte le groupe après la tournée Indicator en octobre 2010.
Après la tournée Acoustic, Deine Lakaien enregistre un dixième album, Crystal Palace, qui est publié en août 2014. Le groupe revient à ses origines avec une production électronique et sans musicien invité. Cependant, Slobodan Kajkut (batterie) et Goran Trajkoski (guitare, instrus électroniques) se joignent à Ernst Horn et Alexander Veljanov pour la tournée qui suit. Les deux musiciens accompagnent Veljanov à sa tournée Porta Macedonia en 2009.

## Style musical
Le compositeur et multi-instrumentiste Ernst Horn se charge de la musique électronique tandis que le chanteur macédonien Alexander Veljanov donne un ton romantique et mélancolique qui est la marque de fabrique du groupe. Alors que tous deux ont suivi une formation classique (notamment Ernst Horn, qui était chef d'orchestre à Karlsruhe, Munich ou Oldenbourg avant de rejoindre Deine Lakaien), ils se réclament de la musique d'avant-garde du XXe siècle et le groupe est généralement catalogué dans le mouvement dark wave, qui, plus qu'un style de musique défini, fait référence à l'éclectique mouvement électro-gothique qui a émergé en Allemagne dans les années 1990 alors que la musique gothique proprement dite s'essoufflait.